# Baeus saliens
Baeus saliens är en stekelart som först beskrevs av Hickman 1967.  Baeus saliens ingår i släktet Baeus och familjen Scelionidae. Inga underarter finns listade.